# Gauss–Jordan-elimináció
Gauss-elimináció: legyen adott egy n ismeretlenes lineáris egyenletrendszer. Ha minden együttható és minden konstans nulla (azaz a bővített mátrix nullmátrix), akkor mindegyik egyenlet 0=0 alakú, és ezért minden szám-n-es megoldás. Ellenkező esetben az egyenletrendszert elemi átalakításokkal lépcsőssé alakíthatjuk.
Carl Friedrich Gauss és Wilhelm Jordan tiszteletére róluk nevezték el.

## Mátrixok redukálása diagonális alakra
Ez egy viszonylag könnyen megérthető módszer. Nagyon hasonlít a Gauss-eliminációra, csak annyi az eltérés, hogy az adott oszlop kinullázása mind a főátló alatti, mind a főátló feletti elemeket érinti. 4x4-es mátrix esetén az A mátrix alakulása a következőképpen történik:
{\displaystyle A={\begin{bmatrix}a11&a12&a13&a14\\a21&a22&a23&a24\\a31&a32&a33&a34\\a41&a42&a43&a44\end{bmatrix}}.}
{\displaystyle A={\begin{bmatrix}a11&a12&a13&a14\\0&a22&a23&a24\\0&a32&a33&a34\\0&a42&a43&a44\end{bmatrix}}.}
{\displaystyle A={\begin{bmatrix}a11&0&a13&a14\\0&a22&a23&a24\\0&0&a33&a34\\0&0&a43&a44\end{bmatrix}}.}
{\displaystyle A={\begin{bmatrix}a11&0&0&a14\\0&a22&0&a24\\0&0&a33&a34\\0&0&0&a44\end{bmatrix}}.}
{\displaystyle A={\begin{bmatrix}a11&0&0&0\\0&a22&0&0\\0&0&a33&0\\0&0&0&a44\end{bmatrix}}.}
nxn-es mátrix esetén az általános transzformációs képlet a k. oszlop nullázásánál
{\displaystyle a_{ij}^{(k+1)}=a_{ij}^{(k)}-a_{ik}^{(k)}/a_{kk}^{(k)}*a_{kj}^{(k)}}
{\displaystyle b_{i}^{(k+1)}=b_{i}^{(k)}-a_{ik}^{(k)}/a_{kk}^{(k)}*b_{k}^{(k)}}
{\displaystyle k=i...n}; {\displaystyle i\neq k}; {\displaystyle j=k...n}
Abban az esetben ha nem csak az egyenletrendszer megoldása a kérdés, hanem az A mátrix inverze is érdekel minket, a módszer hatékonysága nem sokkal marad el a többi általános módszertől. Azonban ha a mátrix inverzére nincs szükségünk, a módszer lassúbb mint, a legjobb alternatív megoldás (Pl. az LU felbontás).

## Egy lehetséges algoritmus a Gauss-Jordan kiküszöbölésre
function GaussJordan(inout(aij),(bi) i,j=1...n)
```
  for k ← 1 to n do
     for i ← 1 to n do
        if (i != k) then
           l←a
ik
 / a
kk

           b
i
← b
i
-l*b
k

           for j←k to n do
              a
ij
←a
ij
-l*a
kj

           end for
        end if
     end for
  end for
  
return(a
ij
),(b
i
)
```

Fontos még megjegyezni, hogy a Gauss-Jordan módszert sosem használjuk a főelem kiválasztás alkalmazása nélkül.

## Inverzek megtalálásának módszere
Ha a Gauss-Jordan eliminációt négyzet mátrixhoz alkalmazzuk, akkor használható a mátrix inverzének kiszámításához. Ez megtehető a négyzet mátrixnak ugyanazon dimenziók megegyező mátrixaival való fokozásával, a következő mátrix műveleten keresztül:
{\displaystyle [AI]\Longrightarrow A^{-1}[AI]\Longrightarrow [IA^{-1}].}
Ha az eredeti négyzet mátrix A, {\displaystyle A}, megfelel a következő kifejezésnek:
{\displaystyle A={\begin{bmatrix}2&-1&0\\-1&2&-1\\0&-1&2\end{bmatrix}}.}
Azután az azonosság fokozásával a következő áll fenn:
{\displaystyle [AI]={\begin{bmatrix}2&-1&0&1&0&0\\-1&2&-1&0&1&0\\0&-1&2&0&0&1\end{bmatrix}}.}
Az alapvető számsorú műveletek végrehajtásával a mátrixon [AI] amíg A eléri a csökkentett számsorú lépcsős formát, a következő lesz a végső eredmény:
{\displaystyle [IA^{-1}]={\begin{bmatrix}1&0&0&{\frac {3}{4}}&{\frac {1}{2}}&{\frac {1}{4}}\\0&1&0&{\frac {1}{2}}&1&{\frac {1}{2}}\\0&0&1&{\frac {1}{4}}&{\frac {1}{2}}&{\frac {3}{4}}\end{bmatrix}}.}
A mátrix növelése/fokozása/szaporítása most már megszüntethető, amely a következőt adja:
{\displaystyle I={\begin{bmatrix}1&0&0\\0&1&0\\0&0&1\end{bmatrix}}\qquad A^{-1}={\begin{bmatrix}{\frac {3}{4}}&{\frac {1}{2}}&{\frac {1}{4}}\\{\frac {1}{2}}&1&{\frac {1}{2}}\\{\frac {1}{4}}&{\frac {1}{2}}&{\frac {3}{4}}\end{bmatrix}}.}
A mátrix nem szinguláris (mely azt jelenti, hogy van inverz mátrixa), ha az azonos mátrix elérhető csak alapvető számsori műveletekkel.